# Pygathrix cinerea
El douc de patas grises (Pygathrix cinerea) es una especie de primate catarrino de la familia Cercopithecidae descrita en un comienzo como una subespecie de Pygathrix nemaeus en 1997, pero luego elevada a la categoría de especie. Es nativa a las provincias vietnamitas de Quang Nam, Quang Ngai, Binh Dinh, Kon Tum y Gia Lai. La población total estimada es de entre 600 y 700 individuos.
El 3 de julio de 2007 se emitió un reporte de la WWF y Conservation International que se habían monitoreado por lo menos a 116 primates en la zona central de Vietnam, aumentando sus oportunidades de supervivencia, sin embargo se encuentra catalogado como en peligro crítico de extinción por la UICN, y fue incluido en la publicación bienal Los 25 primates en mayor peligro del mundo, 2008-2010.